# Parviz Dzsalajer
Parviz Dzsalajer (perzsául: پرویز جلایر, a nyugati sportsajtóban: Parviz Jalayer) (Teherán, 1939. október 6. – 2019. július 6.) olimpiai ezüstérmes iráni súlyemelő.

## Pályafutása
Részt vett az 1964-es tokiói olimpián. Az 1966-os kelet-berlini világbajnokságon bronz-, az 1966-os bangkoki ázsiai játékokon aranyérmes lett. Az 1968-as mexikóvárosi olimpián ezüstérmet szerzett. Visszavonulása után edzőként dolgozott.

## Sikerei, díjai
- Olimpiai játékok – 67,5 kg
  - ezüstérmes: 1968, Mexikóváros
- Világbajnokság – 67,5 kg
  - bronzérmes: 1966, Kelet-Berlin
- Ázsia-játékok – 67,5 kg
  - aranyzérmes: 1966,Bangkok